# پولا کینسکی
پولا کینسکی (انگلیسی: Pola Kinski؛ زادهٔ ۲۳ مارس ۱۹۵۲ ‏(۷۳ سال)) هنرپیشه و بازیگر سینما اهل آلمان است.
از فیلم‌ها یا برنامه‌های تلویزیونی که وی در آنها نقش داشته‌است می‌توان به پرونده‌ای برای دو نفر اشاره کرد.